# Groenlandia (canción)
«Groenlandia» es una canción del grupo musical español Los Zombies, incluida en su álbum de estudio Extraños juegos de 1980.

## Descripción
La canción, con una letra calificada en ocasiones de surrealista, narra la búsqueda del amor en los lugares más variopintos, incluidos la isla de Groenlandia o los anillos del planeta Saturno.
Según declaraciones del propio autor, Bernardo Bonezzi, sin embargo, esa búsqueda reiterada a lo largo del tema, no se refería al amor, sino al propio sentido de la vida.

## Historia
La canción fue escrita por el autor cuando tan solo contaba trece años de edad. El tema, que grabó la compañía RCA, supuso el salto cualitiativo de la banda, desde los circuitos underground a lo más escuchado de la música comercial  en radio o televisión (como el programa Aplauso de TVE). Tal fue su popularidad en el momento, que llegaba a rumorearse que se trataba de la sintonía de un anuncio publicitario de Italia.

## Vídeoclip
El grupo grabó un vídeoclip para TVE, que se realizó en escenarios exteriores en Palma de Mallorca.

## Trascendencia
Convertida en uno de los temas más recordados de la música pop española en la década de 1980, la canción ha sido calificada como una de las mejores canciones de los primeros años 80, clásico de la música pop nacional, himno del pop español, himno generacional, himno de la Movida y está incluido en todos los discos recopilatorios que se han editado sobre la llamada movida madrileña. Hasta el extremo que excedió de largo la propia fama del grupo o del autor, que a su fallecimiento, fue recordado sobre todo como el autor de Groenlandia.
El tema ha sido clasificado por la revista Rolling Stone en el número 60 de las 200 mejores canciones del pop rock español, según el ranking publicado en 2010.

## Versiones
Entre las versiones del tema, cabe mencionar las realizadas por Wilma y los Señores, La Honorable Sociedad y Bom Bom Chip.